# باشگاه فوتبال دن بوس
باشگاه فوتبال دن بوس (هلندی: FC Den Bosch) یک باشگاه فوتبال در سرتوخن‌بوس، هلند است. این باشگاه که در سال ۱۹۶۵ تأسیس شده سابقه یک قهرمانی در لیگ برتر فوتبال هلند را در کارنامه دارد.